# Fotostudio

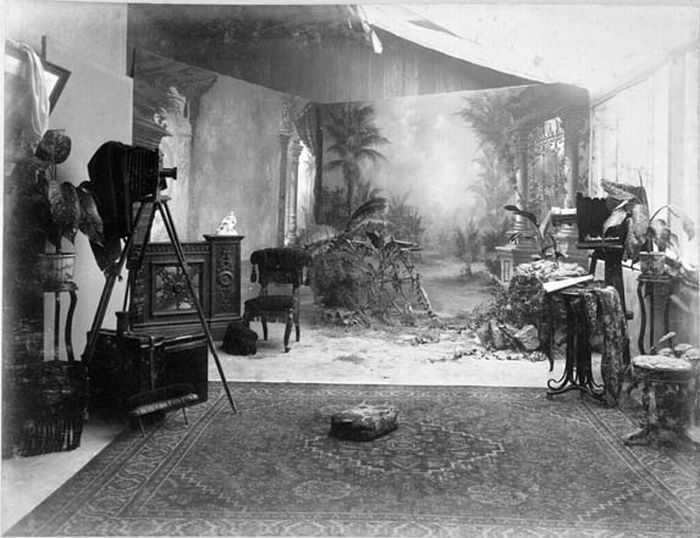
Fotostudio anno 1898

Ein Fotostudio ist ein Raum zum Aufnehmen von Fotografien oder Filmen. Die Größe und Ausstattung eines Fotostudios ist abhängig von den Motiven und dem Ziel des Fotografen. Historisch waren das zunächst Räume mit sehr großen Fenstern zur Nutzung des Tageslichts, sogenannte Tageslichtateliers, auch Glashäuser genannt. Heute wird jedoch vorrangig künstliche Beleuchtung verwendet. Dazu ist ein breites Spektrum von Beleuchtungseinrichtungen möglich. Einstiegsausstattungen verwenden meist Dauerlicht aus Halogenbrennern, bessere Ausstattungen verwenden Hochfrequenzleuchtstofflampen respektive HMI-Licht. Dauerlicht ist auch für die Verwendung mit digitalen Scanbacks und gleichzeitiger Verwendung von Film und Video geeignet. Für die Fotografie ist jedoch in der absoluten Mehrzahl der Fälle eine Studioblitzanlage mit proportionalem Einstelllicht das Mittel der Wahl. Es ist dabei unerheblich, ob analog oder digital fotografiert wird. Sinn und Zweck eines Fotostudios ist die möglichst effiziente Erstellung von Fotografien mit exakt kontrollierter Beleuchtung.

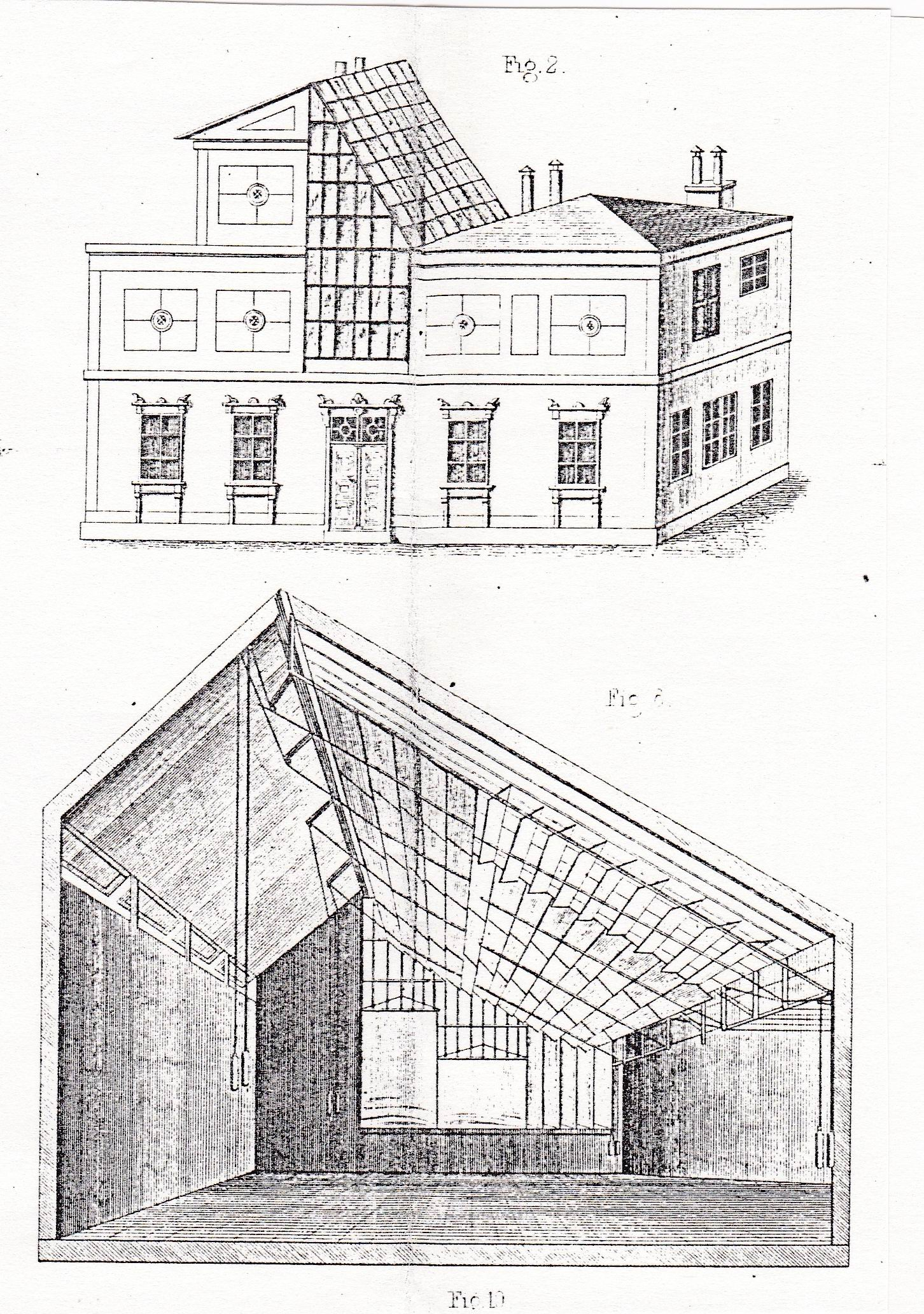
Glasdächer für Fotoateliers. Aus einem fototechnischen Handbuch von 1869

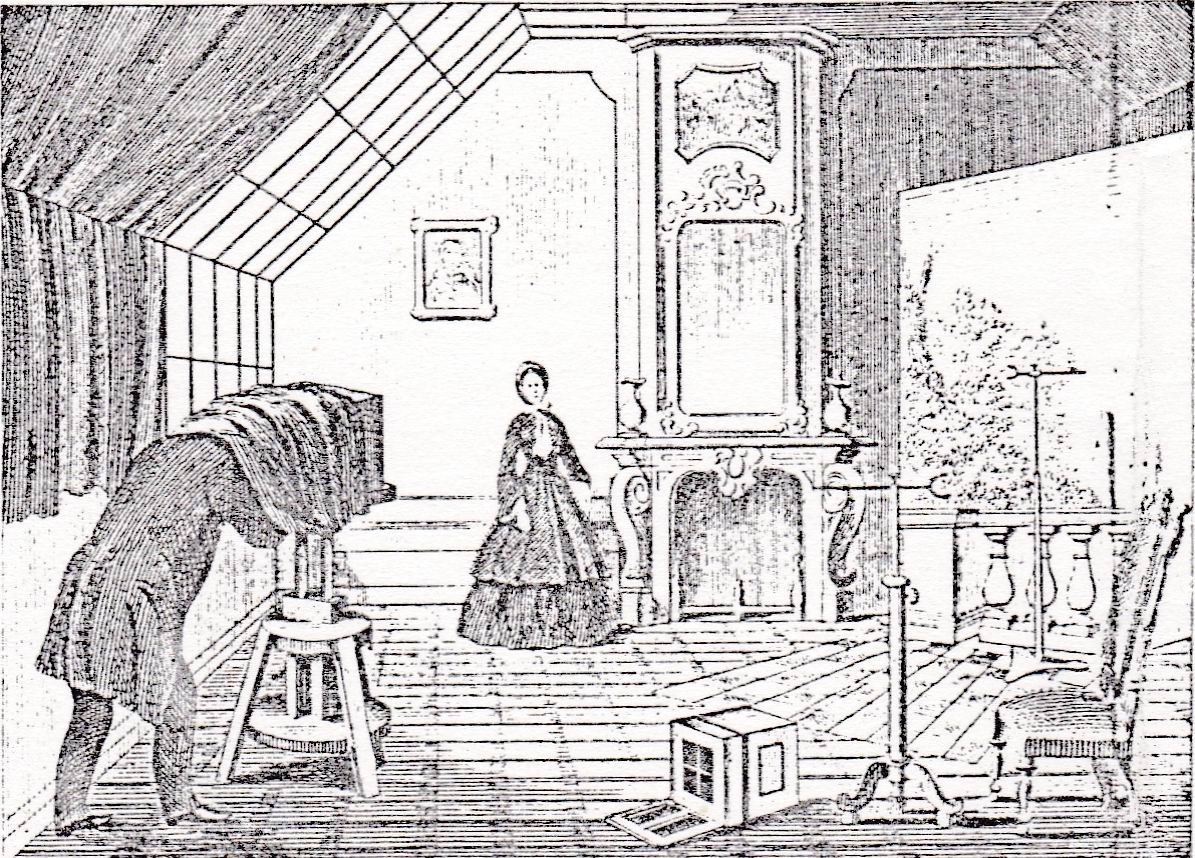
Fotoatelier 1869

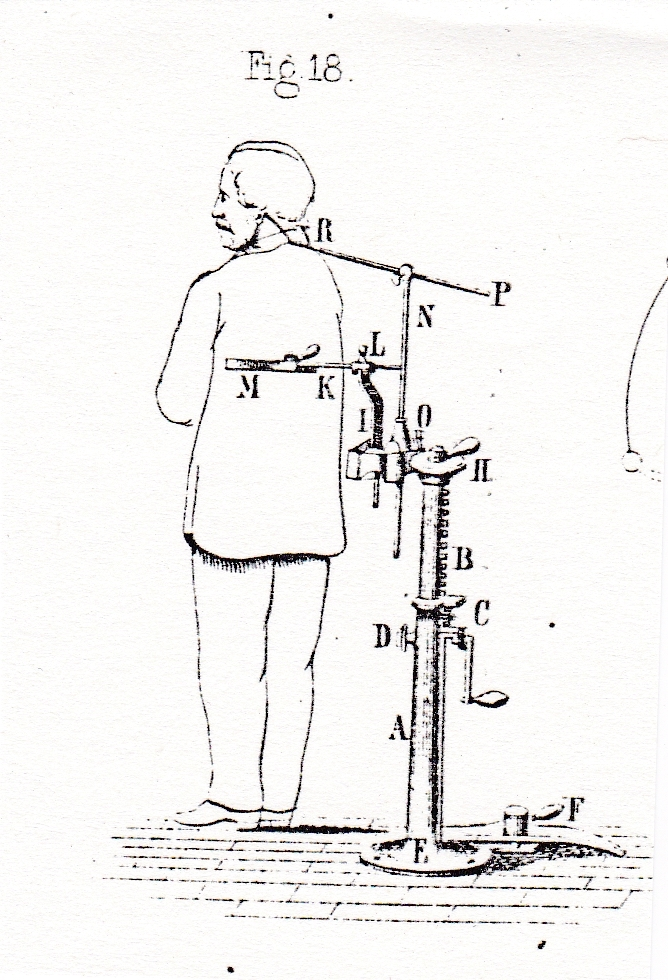
Kopfstütze 1869

## Geschichte der Atelierausstattung
In den Anfangsjahren der Daguerreotypie hatte die geringe Lichtempfindlichkeit des Aufnahmematerials dazu geführt, dass auch Porträts noch gern im Freien aufgenommen wurden. Später gingen die Fotografen gelegentlich dazu über, sich in gläsernen Gewächshäusern einzurichten. Meist aber wählten sie für ihre Ateliers Dachgeschosse mit Glaseindeckungen, um möglichst viel Oberlicht zu gewinnen. Im Inneren sorgten Gardinen, Soffitten und andere an Schnurzügen bewegliche Blenden für eine regulierbare Lichtführung. Kunstlichtquellen fehlen bis etwa 1880 völlig. Einzelne Ateliers waren zwar mit Lichtbogenlampen ausgestattet, doch erst als städtische Elektrizitätswerke ab etwa 1880 die Stromverbraucher unabhängig von Batterien machten, konnte elektrisches Licht für Innenaufnahmen üblich werden.
Aufgabe der Atelierfotografie war nahezu ausschließlich das menschliche Porträt.
Zum Standardrepertoire der Raumausstattung gehörten daher Stuhl und Tischchen, die den hier gefertigten Bildnissen eine Andeutung von häuslicher Privatheit verschafften. Vorhänge und Draperien überhöhten den Raumeindruck; Säulen, Balustraden und Postamente dienten nicht nur als würdevolle Requisiten, sondern gaben Gelegenheit, sich zwanglos anzulehnen, um das Stillhalten zu erleichtern. Dem gleichen Ziel, ein Verwackeln zu verhindern, dienten auf Stative montierte Kopfstützen, die noch bis ins 20. Jahrhundert in Gebrauch blieben. In Grisaille gemalte Landschaftshintergründe waren um 1860 und dann wieder am Ende des 19. Jahrhunderts besonders beliebt.
Kernstück der technischen Einrichtung war die große Atelierkamera. Auf einem schweren, staffeleiartigen Rollstativ aus Holz war ein vorderer Rahmen für das Objektiv („Objektivstandarte“) und ein hinterer Rahmen als Fassung für die Mattscheibe beziehungsweise Negativkassette („Plattenstandarte“) so durch einen Balgen verbunden, dass sie einzeln beweglich blieben, um Aufnahmeformate zu wechseln, die Schärfentiefe einzustellen oder stürzende Linien zu korrigieren.
Vergrößerungen mit Hilfe spezieller Tageslichtvergrößerungsgeräte waren schon seit Einführung der Kollodium-Nassplatte technisch möglich, wurden in der alltäglichen Atelierpraxis aber nur wenig genutzt, üblich waren vielmehr Kontaktkopien, bis um 1907 auf Auskopierpapier.
Ein Bereich aufwändiger Handarbeit in den Ateliers bis weit ins 20. Jahrhundert hinein war die Retusche, bei der den Porträtierten alle Falten und Runzeln genommen wurden.
Die Masse der in den Ateliers angefertigten Fotos waren kleine Karten im Visitformat, erst in der Spätzeit vor dem Ersten Weltkrieg erweiterte sich das Spektrum der standardisierten Fotoformate. War es damals bis in kleinbürgerliche Familien hinein üblich, von allen Angehörigen solche Fotos machen zu lassen, zu verschenken und in Steckalben zu sammeln, gingen im Lauf des 20. Jahrhunderts wegen der Zunahme der Amateurfotografie Umfang und Bedeutung der Atelierfotografie ständig zurück.

## Kameras
Im Fotostudio werden eine Vielzahl von Kameras eingesetzt. Wenn man die Verstellbarkeiten der Fachkamera benötigt, werden nach wie vor Großformatkameras auf optischer Bank eingesetzt. Sonst richtet sich die Verwendung nach dem beabsichtigten Ergebnis und der entsprechenden Ausstattung der Kameras. Je größer das Filmformat, umso aufwendiger wird der Produktionsprozess. Wenn man auf die Verstellbarkeiten der Fachkamera verzichten kann, und auch die Zielgröße der Bilder das erlaubt, werden Mittelformatkameras und Kleinbildkameras eingesetzt.

## Beleuchtung

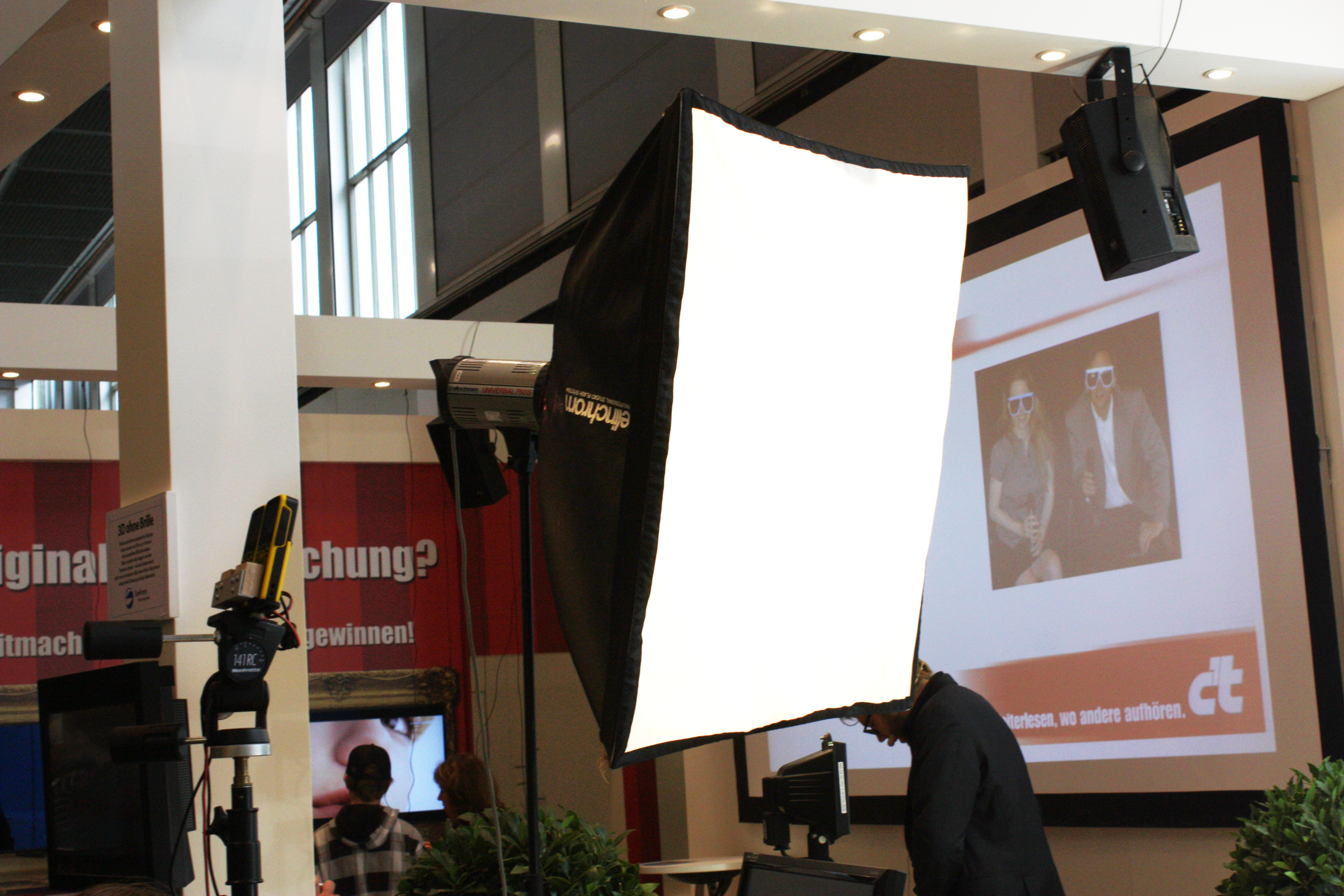
Studiolampe (Softbox)

Korrekte Belichtung erreicht man, indem man eine bestimmte Menge Licht für eine bestimmte Zeit auf den Film einwirken lässt. Je höher die abgestrahlte Energiemenge, desto kürzer kann die Belichtungszeit sein. Das ist die Grundlage für Studioblitzanlagen, die in einem sehr kurzen, aber sehr energiereichen Blitzimpuls ihr Licht abgeben. Man vermeidet damit die enorme Hitzeeinwirkung und den ebenso enormen Energieverbrauch von Dauerlichtanlagen. Da das menschliche Auge diesen kurzen Elektronenblitz nicht gut beurteilen kann, verfügen die meisten Blitzanlagen über ein proportionales Einstelllicht, das im Zentrum der meist ringförmigen Blitzröhre angeordnet ist. Dieses Einstelllicht produziert einen nahezu identischen Schattenverlauf wie das Blitzlicht im Moment der Aufnahme, dient also hervorragend zur Beurteilung der späteren Bildwirkung.
Wegen konstruktiver Beschränkungen ist es aber nicht immer absolut deckungsgleich, daher überprüft man dies gern mit Testaufnahmen, früher mit Sofortbild, (Polaroid/Fuji), heute auch digital.
Studioblitze erzeugen aus Netzstrom sehr energiereiche Blitzentladungen in einer Lichtfarbe von ungefähr 5500 K, das entspricht mittlerem Tageslicht. Die Abbrennzeiten (Entladungszeiten) sind relativ kurz, sie gehen von ca. 1/100 s bei älteren Geräten (z. B. Hensel 3200 B Generatoren) bis zu weniger als 1/10.000 s bei modernen Geräten (z. B. Broncolor Scoro 3200 S).
Diese kurze Abbrenndauer friert Bewegungen zuverlässig ein, für die Dauer der Belichtung ist ausschließlich die Blitzleuchtzeit von Bedeutung. Sofern kein Dauerlicht mitwirkt, ist nur darauf zu achten, dass die Blitzsynchronzeit des jeweiligen Kameraverschlusses nicht unterschritten wird.

## Belichtungsmessung
Belichtungsmessung im Studio wird meist mit externen Handbelichtungsmessern durchgeführt. Moderne Geräte beherrschen sowohl reguläre Belichtungsmessung für Dauerlicht und Blitzbelichtungsmessung für Impulslicht. Im Digitalen Zeitalter setzen auch viele professionelle Fotografen keinen Belichtungsmesser mehr ein und verlassen sich auf eine Testaufnahme mit der Digitalkamera.

## Erhaltene historische Fotoateliers

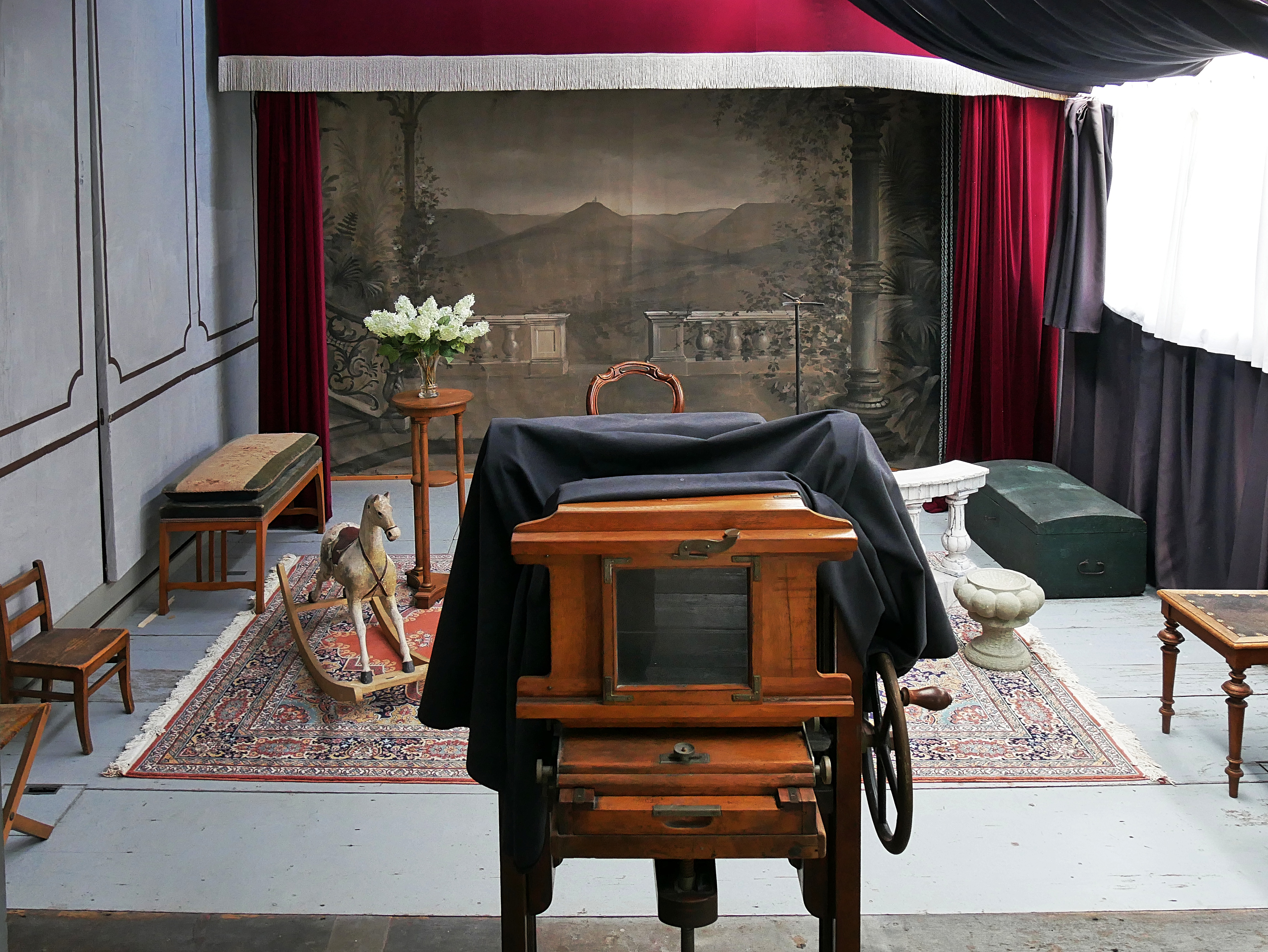
Fotoatelier im Freilichtmuseum Beuren

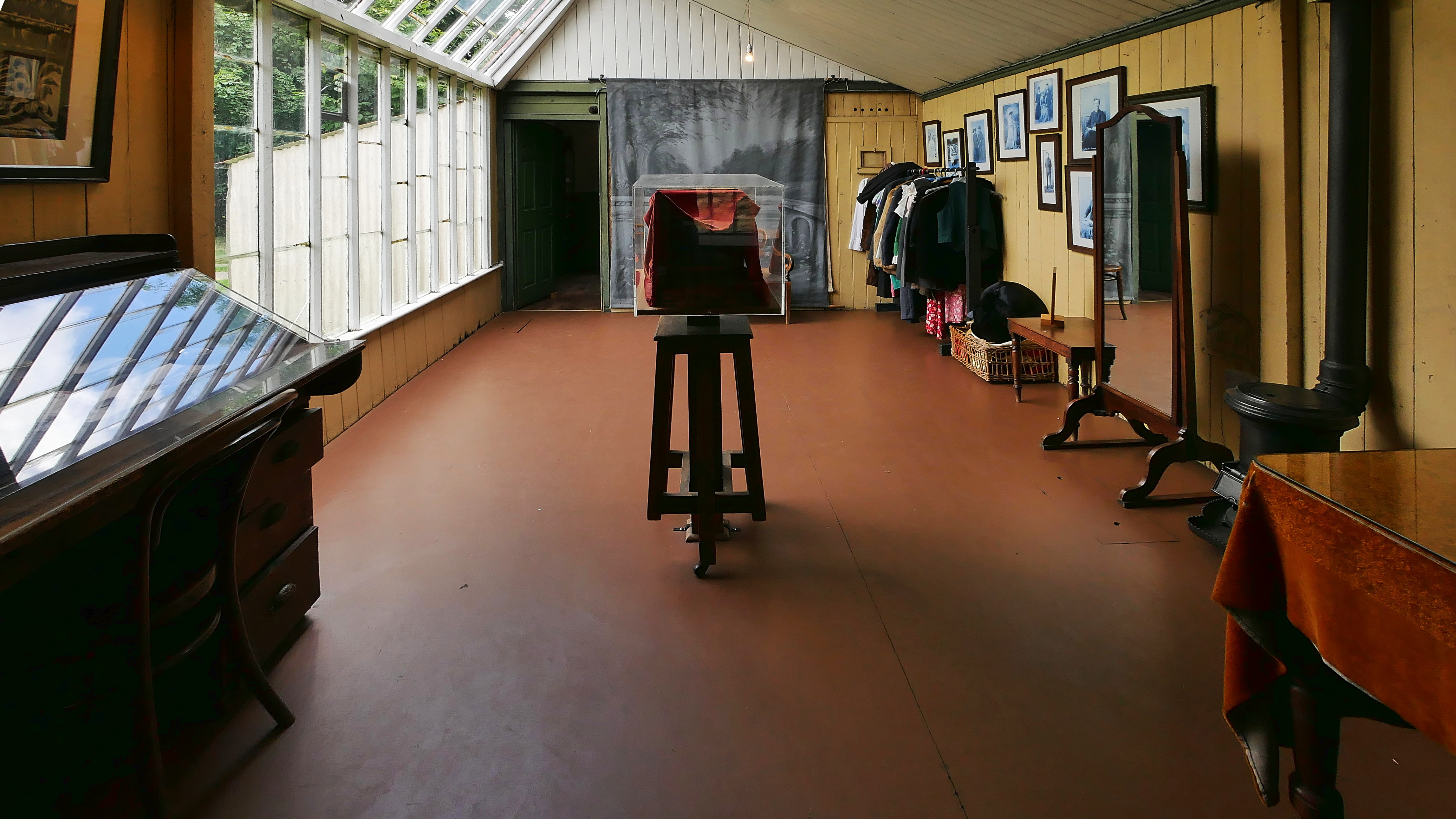
Fotoatelier im Ryedale Folk Museum

Insbesondere in Freilichtmuseen sind einige Tageslichtateliers erhalten. Das älteste in Europa noch existierende freistehende originale Tageslichtatelier wurde 1889 vom Maler und Fotografen Otto Hofmann in Kirchheim unter Teck eröffnet und befindet sich heute im Freilichtmuseum Beuren. Das Atelier im LWL-Freilichtmuseum Detmold wurde 1891 an ein Bürgerhaus angebaut. Das Atelier im Ryedale Folk Museum stammt aus dem Jahr 1902. Die Ateliers in Bunratty Castle, im Ulster American Folk Park und im North of England Open Air Museum sind Nachbauten. Weiterhin finden sich historische Fotoateliers (ohne eigenes Gebäude) in den Ausstellungsräumen volkskundlicher Museen wie zum Beispiel im Volkskunde- und Freilichtmuseum Roscheider Hof.